# Westbahn (przedsiębiorstwo)
WESTbahn (oficjalnie WESTbahn Management GmbH) – austriackie przedsiębiorstwo branży kolejowej założone w 2008 r., świadczące od 2011 r. przewozy pasażerskie na trasie Wiedeń–Salzburg.

## Historia
Przedsiębiorstwo WESTbahn Management GmbH zostało założone w 2008 r. przez spółkę Rail Holding AG jako pasażerski przewoźnik kolejowy. W 2009 r. zarządca austriackiej infrastruktury kolejowej, spółka ÖBB Infra poinformowała, że od 2011 r. zwiększona zostanie przepustowość linii kolejowej tzw. Westbahn. Początkowo planowano, że działalność nowej spółki będzie miała miejsce na trasie Linz–Graz, po tym jak w 2010 r. koleje austriackie ÖBB zawiesiły bezpośrednie połączenia na tej trasie. Jednakże w 2011 r. ÖBB ponownie uruchomiły bezpośrednie pociągi między tymi miastami, w związku z czym z uruchamiania połączeń na tej trasie zrezygnowano.
W 2011 r. poinformowano o stworzeniu joint-venture z kolejami francuskimi – SNCF przejęło 26% udziałów w spółce Rail Holding AG. Z rozważanych planów uruchomienia połączeń z Wiednia do Paryża jednak również zrezygnowano z powodu niekonkurencyjności wobec linii lotniczych. Ostatecznie zdecydowano się na obsługę trasy łączącej stacje Wien Westbahnhof i Salzburg Hbf, stanowiąc konkurencję dla pociągów IC i RJ spółki ÖBB. Pierwszy pociąg na tę trasę wyruszył 11 grudnia 2011 r. Między Salzburgiem a Wiedniem kursowało w dni robocze 13 par pociągów na dobę, a między Wiedniem i Linzem – 14.
W 2015 r. planowano przedłużyć trasę pociągów do Innsbrucka, jednak plany te zostały porzucone ze względu na problemy z instniejącą infrastrukturą. Wraz ze zmianą rozkładu jazdy w grudniu 2017 r. Westbahn powiększyła swoją ofertę. Zamiast 16 par pociągów z Salzburga do Wiednia dziennie, wprowadzono 31 połączeń na dwóch liniach: dotychczasową trasę nazwaną WESTgreen oraz nową trasę WESTblue obsługującą w Wiedniu stacje Wien Praterstern, Wien Mitte, Wien Rennweg, Wien Quartier Belvedere, Wien Hauptbahnhof oraz Wien Meidling. W związku z tym liczba pracowników Westbahn zwiększyła się z 250 do 400 osób, a łączna kwota inwestycji wyniosła 180 mln EUR.

## Linie
| Legenda                    | Legenda                                | Legenda                                | Legenda                                | Legenda                                |
| eksploatowana / istniejąca | eksploatowana / istniejąca             | eksploatowana / istniejąca             | eksploatowana / istniejąca             | eksploatowana / istniejąca             |
|                            | zlikwidowana / rozebrana lub planowana | zlikwidowana / rozebrana lub planowana | zlikwidowana / rozebrana lub planowana | zlikwidowana / rozebrana lub planowana |
| kolej                      | kolej                                  | metro lub kolej lekka                  | metro lub kolej lekka                  | metro lub kolej lekka                  |
| -------------------------- | -------------------------------------- | -------------------------------------- | -------------------------------------- | -------------------------------------- |
|                            |                                        |                                        |                                        | stacja kolejowa/stacja metra           |
|                            |                                        |                                        |                                        | przystanek                             |
|                            |                                        |                                        |                                        | stacja bez ruchu pasażerskiego         |
|                            |                                        |                                        |                                        | ładownia, posterunek ruchu itp         |
|                            |                                        |                                        |                                        | przystanek częściowo używany           |
|                            |                                        |                                        |                                        | koniec linii                           |
|                            |                                        |                                        |                                        | odcinek                                |
|                            |                                        |                                        |                                        | odcinek w tunelu                       |
|                            |                                        |                                        |                                        | odcinek na estakadzie                  |
|                            |                                        |                                        |                                        | wiadukt                                |
|                            |                                        |                                        |                                        | most                                   |
|                            |                                        |                                        |                                        | tunel pod wodą                         |
|                            |                                        |                                        |                                        | zmiana kilometrażu                     |
|                            |                                        |                                        |                                        | granica państwowa / inna               |
|                            |                                        |                                        |                                        | mijanka                                |
|                            |                                        |                                        |                                        | przejazd kolejowo-drogowy              |
|                            |                                        |                                        |                                        | przeprawa promowa                      |
|                            |                                        |                                        |                                        | odcinek zelektryfikowany               |
|                            |                                        |                                        |                                        |                                        |

|  |  |  |  |  | Wien Westbahnhof |
|  |  |  |  |  | Wien Hütteldorf  |
|  |  |  |  |  | St. Pölten Hbf   |
|  |  |  |  |  | Amstetten        |
|  |  |  |  |  | Linz Hbf         |
|  |  |  |  |  | Wels Hbf         |
|  |  |  |  |  | Attnang-Puchheim |
|  |  |  |  |  | Vöcklabruck      |
|  |  |  |  |  | Salzburg Hbf     |

| Legenda                    | Legenda                                | Legenda                                | Legenda                                | Legenda                                |
| eksploatowana / istniejąca | eksploatowana / istniejąca             | eksploatowana / istniejąca             | eksploatowana / istniejąca             | eksploatowana / istniejąca             |
|                            | zlikwidowana / rozebrana lub planowana | zlikwidowana / rozebrana lub planowana | zlikwidowana / rozebrana lub planowana | zlikwidowana / rozebrana lub planowana |
| kolej                      | kolej                                  | metro lub kolej lekka                  | metro lub kolej lekka                  | metro lub kolej lekka                  |
| -------------------------- | -------------------------------------- | -------------------------------------- | -------------------------------------- | -------------------------------------- |
|                            |                                        |                                        |                                        | stacja kolejowa/stacja metra           |
|                            |                                        |                                        |                                        | przystanek                             |
|                            |                                        |                                        |                                        | stacja bez ruchu pasażerskiego         |
|                            |                                        |                                        |                                        | ładownia, posterunek ruchu itp         |
|                            |                                        |                                        |                                        | przystanek częściowo używany           |
|                            |                                        |                                        |                                        | koniec linii                           |
|                            |                                        |                                        |                                        | odcinek                                |
|                            |                                        |                                        |                                        | odcinek w tunelu                       |
|                            |                                        |                                        |                                        | odcinek na estakadzie                  |
|                            |                                        |                                        |                                        | wiadukt                                |
|                            |                                        |                                        |                                        | most                                   |
|                            |                                        |                                        |                                        | tunel pod wodą                         |
|                            |                                        |                                        |                                        | zmiana kilometrażu                     |
|                            |                                        |                                        |                                        | granica państwowa / inna               |
|                            |                                        |                                        |                                        | mijanka                                |
|                            |                                        |                                        |                                        | przejazd kolejowo-drogowy              |
|                            |                                        |                                        |                                        | przeprawa promowa                      |
|                            |                                        |                                        |                                        | odcinek zelektryfikowany               |
|                            |                                        |                                        |                                        |                                        |

|  |  |  |  |  | Wien Westbahnhof |
|  |  |  |  |  | Wien Hütteldorf  |
|  |  |  |  |  | St. Pölten Hbf   |
|  |  |  |  |  | Amstetten        |
|  |  |  |  |  | Linz Hbf         |
|  |  |  |  |  | Wels Hbf         |
|  |  |  |  |  | Attnang-Puchheim |
|  |  |  |  |  | Vöcklabruck      |
|  |  |  |  |  | Salzburg Hbf     |

| Legenda                    | Legenda                                | Legenda                                | Legenda                                | Legenda                                |
| eksploatowana / istniejąca | eksploatowana / istniejąca             | eksploatowana / istniejąca             | eksploatowana / istniejąca             | eksploatowana / istniejąca             |
|                            | zlikwidowana / rozebrana lub planowana | zlikwidowana / rozebrana lub planowana | zlikwidowana / rozebrana lub planowana | zlikwidowana / rozebrana lub planowana |
| kolej                      | kolej                                  | metro lub kolej lekka                  | metro lub kolej lekka                  | metro lub kolej lekka                  |
| -------------------------- | -------------------------------------- | -------------------------------------- | -------------------------------------- | -------------------------------------- |
|                            |                                        |                                        |                                        | stacja kolejowa/stacja metra           |
|                            |                                        |                                        |                                        | przystanek                             |
|                            |                                        |                                        |                                        | stacja bez ruchu pasażerskiego         |
|                            |                                        |                                        |                                        | ładownia, posterunek ruchu itp         |
|                            |                                        |                                        |                                        | przystanek częściowo używany           |
|                            |                                        |                                        |                                        | koniec linii                           |
|                            |                                        |                                        |                                        | odcinek                                |
|                            |                                        |                                        |                                        | odcinek w tunelu                       |
|                            |                                        |                                        |                                        | odcinek na estakadzie                  |
|                            |                                        |                                        |                                        | wiadukt                                |
|                            |                                        |                                        |                                        | most                                   |
|                            |                                        |                                        |                                        | tunel pod wodą                         |
|                            |                                        |                                        |                                        | zmiana kilometrażu                     |
|                            |                                        |                                        |                                        | granica państwowa / inna               |
|                            |                                        |                                        |                                        | mijanka                                |
|                            |                                        |                                        |                                        | przejazd kolejowo-drogowy              |
|                            |                                        |                                        |                                        | przeprawa promowa                      |
|                            |                                        |                                        |                                        | odcinek zelektryfikowany               |
|                            |                                        |                                        |                                        |                                        |

|  |  |  |  |  | Wien Westbahnhof |
|  |  |  |  |  | Wien Hütteldorf  |
|  |  |  |  |  | St. Pölten Hbf   |
|  |  |  |  |  | Amstetten        |
|  |  |  |  |  | Linz Hbf         |
|  |  |  |  |  | Wels Hbf         |
|  |  |  |  |  | Attnang-Puchheim |
|  |  |  |  |  | Vöcklabruck      |
|  |  |  |  |  | Salzburg Hbf     |

| Legenda                    | Legenda                                | Legenda                                | Legenda                                | Legenda                                |
| eksploatowana / istniejąca | eksploatowana / istniejąca             | eksploatowana / istniejąca             | eksploatowana / istniejąca             | eksploatowana / istniejąca             |
|                            | zlikwidowana / rozebrana lub planowana | zlikwidowana / rozebrana lub planowana | zlikwidowana / rozebrana lub planowana | zlikwidowana / rozebrana lub planowana |
| kolej                      | kolej                                  | metro lub kolej lekka                  | metro lub kolej lekka                  | metro lub kolej lekka                  |
| -------------------------- | -------------------------------------- | -------------------------------------- | -------------------------------------- | -------------------------------------- |
|                            |                                        |                                        |                                        | stacja kolejowa/stacja metra           |
|                            |                                        |                                        |                                        | przystanek                             |
|                            |                                        |                                        |                                        | stacja bez ruchu pasażerskiego         |
|                            |                                        |                                        |                                        | ładownia, posterunek ruchu itp         |
|                            |                                        |                                        |                                        | przystanek częściowo używany           |
|                            |                                        |                                        |                                        | koniec linii                           |
|                            |                                        |                                        |                                        | odcinek                                |
|                            |                                        |                                        |                                        | odcinek w tunelu                       |
|                            |                                        |                                        |                                        | odcinek na estakadzie                  |
|                            |                                        |                                        |                                        | wiadukt                                |
|                            |                                        |                                        |                                        | most                                   |
|                            |                                        |                                        |                                        | tunel pod wodą                         |
|                            |                                        |                                        |                                        | zmiana kilometrażu                     |
|                            |                                        |                                        |                                        | granica państwowa / inna               |
|                            |                                        |                                        |                                        | mijanka                                |
|                            |                                        |                                        |                                        | przejazd kolejowo-drogowy              |
|                            |                                        |                                        |                                        | przeprawa promowa                      |
|                            |                                        |                                        |                                        | odcinek zelektryfikowany               |
|                            |                                        |                                        |                                        |                                        |

|  |  |  |  |  | Wien Westbahnhof |
|  |  |  |  |  | Wien Hütteldorf  |
|  |  |  |  |  | St. Pölten Hbf   |
|  |  |  |  |  | Amstetten        |
|  |  |  |  |  | Linz Hbf         |
|  |  |  |  |  | Wels Hbf         |
|  |  |  |  |  | Attnang-Puchheim |
|  |  |  |  |  | Vöcklabruck      |
|  |  |  |  |  | Salzburg Hbf     |

| Legenda                    | Legenda                                | Legenda                                | Legenda                                | Legenda                                |
| eksploatowana / istniejąca | eksploatowana / istniejąca             | eksploatowana / istniejąca             | eksploatowana / istniejąca             | eksploatowana / istniejąca             |
|                            | zlikwidowana / rozebrana lub planowana | zlikwidowana / rozebrana lub planowana | zlikwidowana / rozebrana lub planowana | zlikwidowana / rozebrana lub planowana |
| kolej                      | kolej                                  | metro lub kolej lekka                  | metro lub kolej lekka                  | metro lub kolej lekka                  |
| -------------------------- | -------------------------------------- | -------------------------------------- | -------------------------------------- | -------------------------------------- |
|                            |                                        |                                        |                                        | stacja kolejowa/stacja metra           |
|                            |                                        |                                        |                                        | przystanek                             |
|                            |                                        |                                        |                                        | stacja bez ruchu pasażerskiego         |
|                            |                                        |                                        |                                        | ładownia, posterunek ruchu itp         |
|                            |                                        |                                        |                                        | przystanek częściowo używany           |
|                            |                                        |                                        |                                        | koniec linii                           |
|                            |                                        |                                        |                                        | odcinek                                |
|                            |                                        |                                        |                                        | odcinek w tunelu                       |
|                            |                                        |                                        |                                        | odcinek na estakadzie                  |
|                            |                                        |                                        |                                        | wiadukt                                |
|                            |                                        |                                        |                                        | most                                   |
|                            |                                        |                                        |                                        | tunel pod wodą                         |
|                            |                                        |                                        |                                        | zmiana kilometrażu                     |
|                            |                                        |                                        |                                        | granica państwowa / inna               |
|                            |                                        |                                        |                                        | mijanka                                |
|                            |                                        |                                        |                                        | przejazd kolejowo-drogowy              |
|                            |                                        |                                        |                                        | przeprawa promowa                      |
|                            |                                        |                                        |                                        | odcinek zelektryfikowany               |
|                            |                                        |                                        |                                        |                                        |

|  |  |  |  |  | Wien Praterstern        |
|  |  |  |  |  | Wien Mitte              |
|  |  |  |  |  | Wien Rennweg            |
|  |  |  |  |  | Wien Quartier Belvedere |
|  |  |  |  |  | Wien Hbf                |
|  |  |  |  |  | Wien Meidling           |
|  |  |  |  |  | St. Pölten Hbf          |
|  |  |  |  |  | Amstetten               |
|  |  |  |  |  | Linz Hbf                |
|  |  |  |  |  | Wels Hbf                |
|  |  |  |  |  | Attnang-Puchheim        |
|  |  |  |  |  | Vöcklabruck             |
|  |  |  |  |  | Salzburg Hbf            |

| Legenda                    | Legenda                                | Legenda                                | Legenda                                | Legenda                                |
| eksploatowana / istniejąca | eksploatowana / istniejąca             | eksploatowana / istniejąca             | eksploatowana / istniejąca             | eksploatowana / istniejąca             |
|                            | zlikwidowana / rozebrana lub planowana | zlikwidowana / rozebrana lub planowana | zlikwidowana / rozebrana lub planowana | zlikwidowana / rozebrana lub planowana |
| kolej                      | kolej                                  | metro lub kolej lekka                  | metro lub kolej lekka                  | metro lub kolej lekka                  |
| -------------------------- | -------------------------------------- | -------------------------------------- | -------------------------------------- | -------------------------------------- |
|                            |                                        |                                        |                                        | stacja kolejowa/stacja metra           |
|                            |                                        |                                        |                                        | przystanek                             |
|                            |                                        |                                        |                                        | stacja bez ruchu pasażerskiego         |
|                            |                                        |                                        |                                        | ładownia, posterunek ruchu itp         |
|                            |                                        |                                        |                                        | przystanek częściowo używany           |
|                            |                                        |                                        |                                        | koniec linii                           |
|                            |                                        |                                        |                                        | odcinek                                |
|                            |                                        |                                        |                                        | odcinek w tunelu                       |
|                            |                                        |                                        |                                        | odcinek na estakadzie                  |
|                            |                                        |                                        |                                        | wiadukt                                |
|                            |                                        |                                        |                                        | most                                   |
|                            |                                        |                                        |                                        | tunel pod wodą                         |
|                            |                                        |                                        |                                        | zmiana kilometrażu                     |
|                            |                                        |                                        |                                        | granica państwowa / inna               |
|                            |                                        |                                        |                                        | mijanka                                |
|                            |                                        |                                        |                                        | przejazd kolejowo-drogowy              |
|                            |                                        |                                        |                                        | przeprawa promowa                      |
|                            |                                        |                                        |                                        | odcinek zelektryfikowany               |
|                            |                                        |                                        |                                        |                                        |

|  |  |  |  |  | Wien Praterstern        |
|  |  |  |  |  | Wien Mitte              |
|  |  |  |  |  | Wien Rennweg            |
|  |  |  |  |  | Wien Quartier Belvedere |
|  |  |  |  |  | Wien Hbf                |
|  |  |  |  |  | Wien Meidling           |
|  |  |  |  |  | St. Pölten Hbf          |
|  |  |  |  |  | Amstetten               |
|  |  |  |  |  | Linz Hbf                |
|  |  |  |  |  | Wels Hbf                |
|  |  |  |  |  | Attnang-Puchheim        |
|  |  |  |  |  | Vöcklabruck             |
|  |  |  |  |  | Salzburg Hbf            |

| Legenda                    | Legenda                                | Legenda                                | Legenda                                | Legenda                                |
| eksploatowana / istniejąca | eksploatowana / istniejąca             | eksploatowana / istniejąca             | eksploatowana / istniejąca             | eksploatowana / istniejąca             |
|                            | zlikwidowana / rozebrana lub planowana | zlikwidowana / rozebrana lub planowana | zlikwidowana / rozebrana lub planowana | zlikwidowana / rozebrana lub planowana |
| kolej                      | kolej                                  | metro lub kolej lekka                  | metro lub kolej lekka                  | metro lub kolej lekka                  |
| -------------------------- | -------------------------------------- | -------------------------------------- | -------------------------------------- | -------------------------------------- |
|                            |                                        |                                        |                                        | stacja kolejowa/stacja metra           |
|                            |                                        |                                        |                                        | przystanek                             |
|                            |                                        |                                        |                                        | stacja bez ruchu pasażerskiego         |
|                            |                                        |                                        |                                        | ładownia, posterunek ruchu itp         |
|                            |                                        |                                        |                                        | przystanek częściowo używany           |
|                            |                                        |                                        |                                        | koniec linii                           |
|                            |                                        |                                        |                                        | odcinek                                |
|                            |                                        |                                        |                                        | odcinek w tunelu                       |
|                            |                                        |                                        |                                        | odcinek na estakadzie                  |
|                            |                                        |                                        |                                        | wiadukt                                |
|                            |                                        |                                        |                                        | most                                   |
|                            |                                        |                                        |                                        | tunel pod wodą                         |
|                            |                                        |                                        |                                        | zmiana kilometrażu                     |
|                            |                                        |                                        |                                        | granica państwowa / inna               |
|                            |                                        |                                        |                                        | mijanka                                |
|                            |                                        |                                        |                                        | przejazd kolejowo-drogowy              |
|                            |                                        |                                        |                                        | przeprawa promowa                      |
|                            |                                        |                                        |                                        | odcinek zelektryfikowany               |
|                            |                                        |                                        |                                        |                                        |

|  |  |  |  |  | Wien Praterstern        |
|  |  |  |  |  | Wien Mitte              |
|  |  |  |  |  | Wien Rennweg            |
|  |  |  |  |  | Wien Quartier Belvedere |
|  |  |  |  |  | Wien Hbf                |
|  |  |  |  |  | Wien Meidling           |
|  |  |  |  |  | St. Pölten Hbf          |
|  |  |  |  |  | Amstetten               |
|  |  |  |  |  | Linz Hbf                |
|  |  |  |  |  | Wels Hbf                |
|  |  |  |  |  | Attnang-Puchheim        |
|  |  |  |  |  | Vöcklabruck             |
|  |  |  |  |  | Salzburg Hbf            |

| Legenda                    | Legenda                                | Legenda                                | Legenda                                | Legenda                                |
| eksploatowana / istniejąca | eksploatowana / istniejąca             | eksploatowana / istniejąca             | eksploatowana / istniejąca             | eksploatowana / istniejąca             |
|                            | zlikwidowana / rozebrana lub planowana | zlikwidowana / rozebrana lub planowana | zlikwidowana / rozebrana lub planowana | zlikwidowana / rozebrana lub planowana |
| kolej                      | kolej                                  | metro lub kolej lekka                  | metro lub kolej lekka                  | metro lub kolej lekka                  |
| -------------------------- | -------------------------------------- | -------------------------------------- | -------------------------------------- | -------------------------------------- |
|                            |                                        |                                        |                                        | stacja kolejowa/stacja metra           |
|                            |                                        |                                        |                                        | przystanek                             |
|                            |                                        |                                        |                                        | stacja bez ruchu pasażerskiego         |
|                            |                                        |                                        |                                        | ładownia, posterunek ruchu itp         |
|                            |                                        |                                        |                                        | przystanek częściowo używany           |
|                            |                                        |                                        |                                        | koniec linii                           |
|                            |                                        |                                        |                                        | odcinek                                |
|                            |                                        |                                        |                                        | odcinek w tunelu                       |
|                            |                                        |                                        |                                        | odcinek na estakadzie                  |
|                            |                                        |                                        |                                        | wiadukt                                |
|                            |                                        |                                        |                                        | most                                   |
|                            |                                        |                                        |                                        | tunel pod wodą                         |
|                            |                                        |                                        |                                        | zmiana kilometrażu                     |
|                            |                                        |                                        |                                        | granica państwowa / inna               |
|                            |                                        |                                        |                                        | mijanka                                |
|                            |                                        |                                        |                                        | przejazd kolejowo-drogowy              |
|                            |                                        |                                        |                                        | przeprawa promowa                      |
|                            |                                        |                                        |                                        | odcinek zelektryfikowany               |
|                            |                                        |                                        |                                        |                                        |

|  |  |  |  |  | Wien Praterstern        |
|  |  |  |  |  | Wien Mitte              |
|  |  |  |  |  | Wien Rennweg            |
|  |  |  |  |  | Wien Quartier Belvedere |
|  |  |  |  |  | Wien Hbf                |
|  |  |  |  |  | Wien Meidling           |
|  |  |  |  |  | St. Pölten Hbf          |
|  |  |  |  |  | Amstetten               |
|  |  |  |  |  | Linz Hbf                |
|  |  |  |  |  | Wels Hbf                |
|  |  |  |  |  | Attnang-Puchheim        |
|  |  |  |  |  | Vöcklabruck             |
|  |  |  |  |  | Salzburg Hbf            |

Źródło:

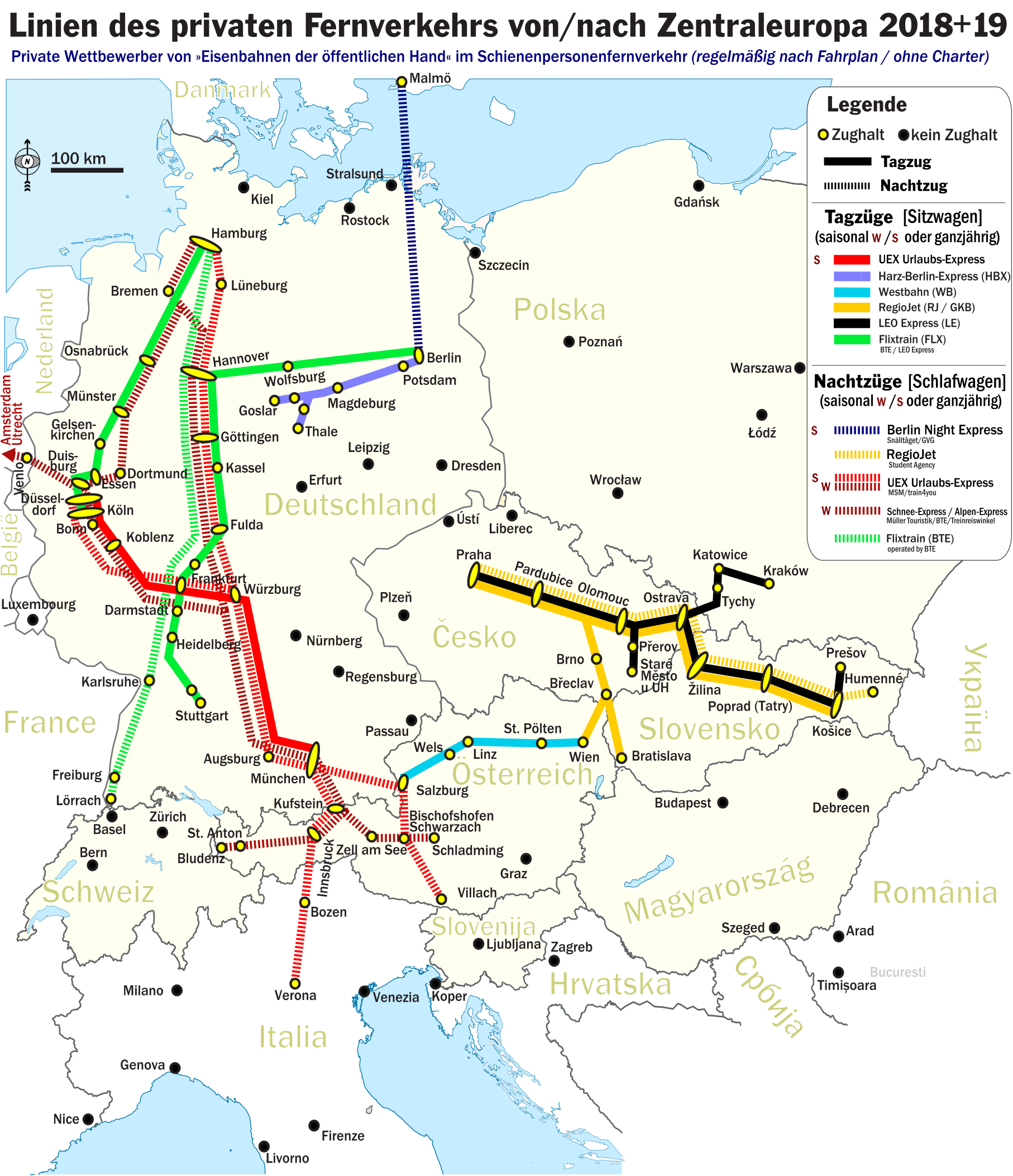
Mapa połączeń kolejowych prywatnych przewoźników dalekobieżnych w Europie Środkowej. Linie Westbahn zaznaczono kolorem jasnoniebieskim

Westbahn współpracuje w ramach wspólnych biletów na połączenia z przesiadkami z takimi przewoźnikami kolejowymi i autokarowymi, jak Leo Express, RegioJet, Meridan, czy też FlixBus.

## Tabor
Tabor Westbahn składa się z 17 piętrowych elektrycznych zespołów trakcyjnych z rodziny Stadler KISS:
| Typ  | Liczba sztuk | Rok produkcji | Liczba członów | Długość | Liczba miejsc |
| ---- | ------------ | ------------- | -------------- | ------- | ------------- |
| 4010 | 7            | 2008          | 6              | 150 m   | 501           |
| 4110 | 1            | 2017          | 6              | 150 m   | 526           |
| 4110 | 9            | 2017          | 4              | 100 m   | 326           |

Składy przez Westbahn eksploatowane bazują konstrukcyjnie na pociągach Stadlera typu RABe 511 dla S-Bahn w Zurychu. Podstawową różnicą jest większa prędkość konstrukcyjna – do 200 km/h. Pociągi są przystosowane do potrzeb niepełnosprawnych. Na pokładzie każdego pociągu znajdują się miejsca do przewozu rowerów. Ponadto w jednym z wagonów na jednym pokładzie znajdują się miejsca o podwyższonym standardzie jako klasa WESTbahn PLUS dostępne za dopłatą.

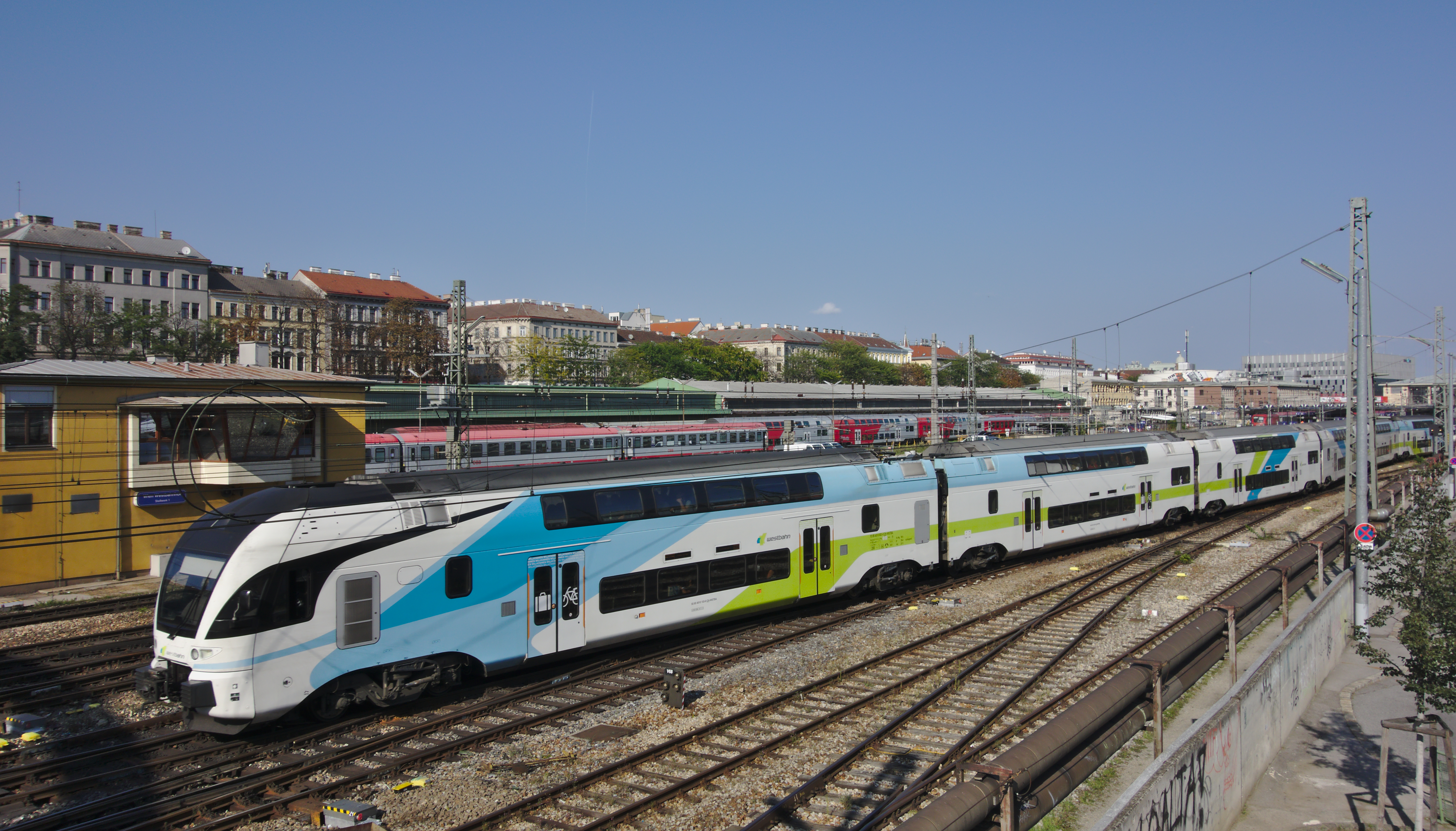
Baureihe 4010 na stacji Wien Westbahnhof
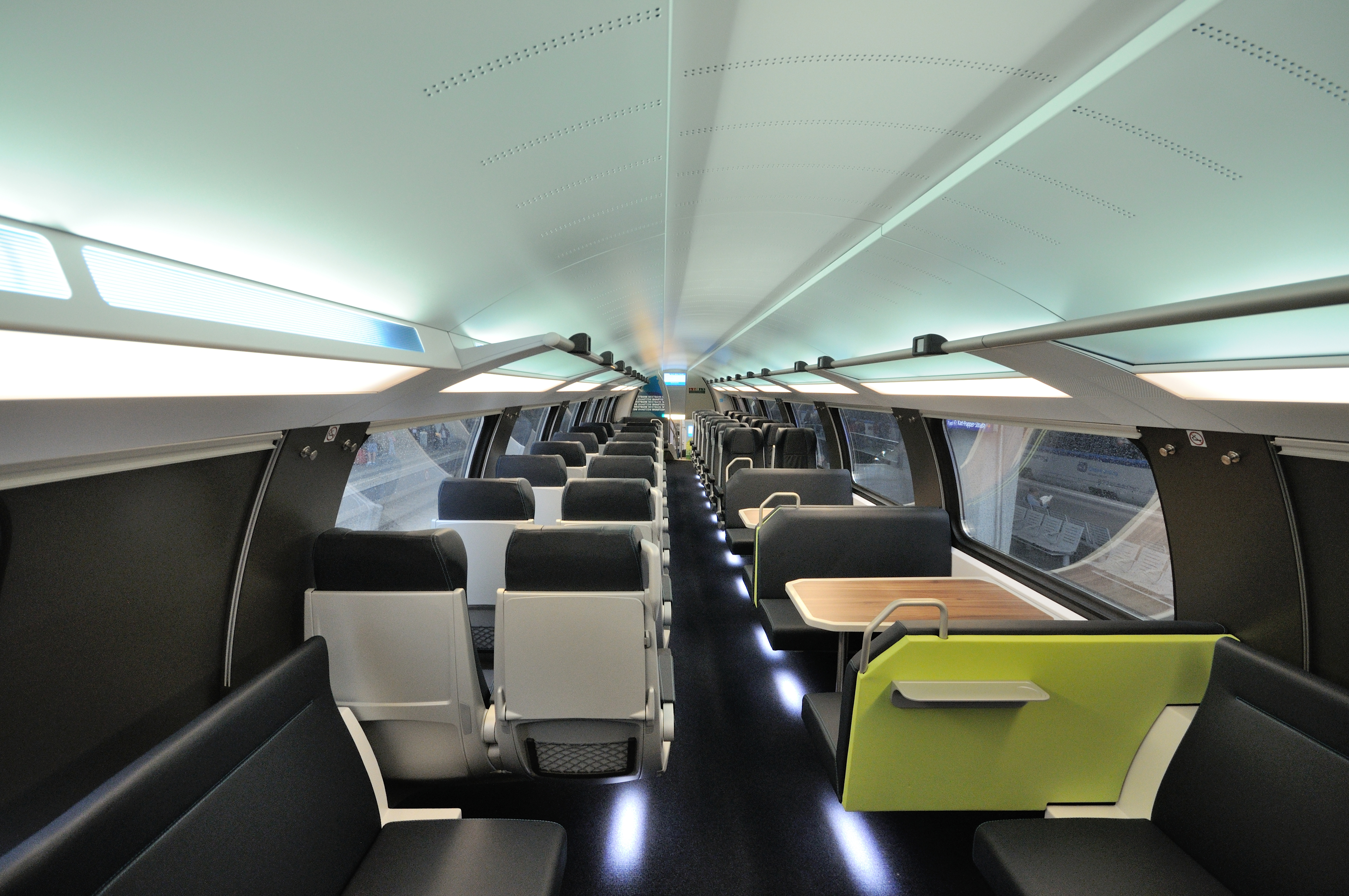
Wnętrze składu
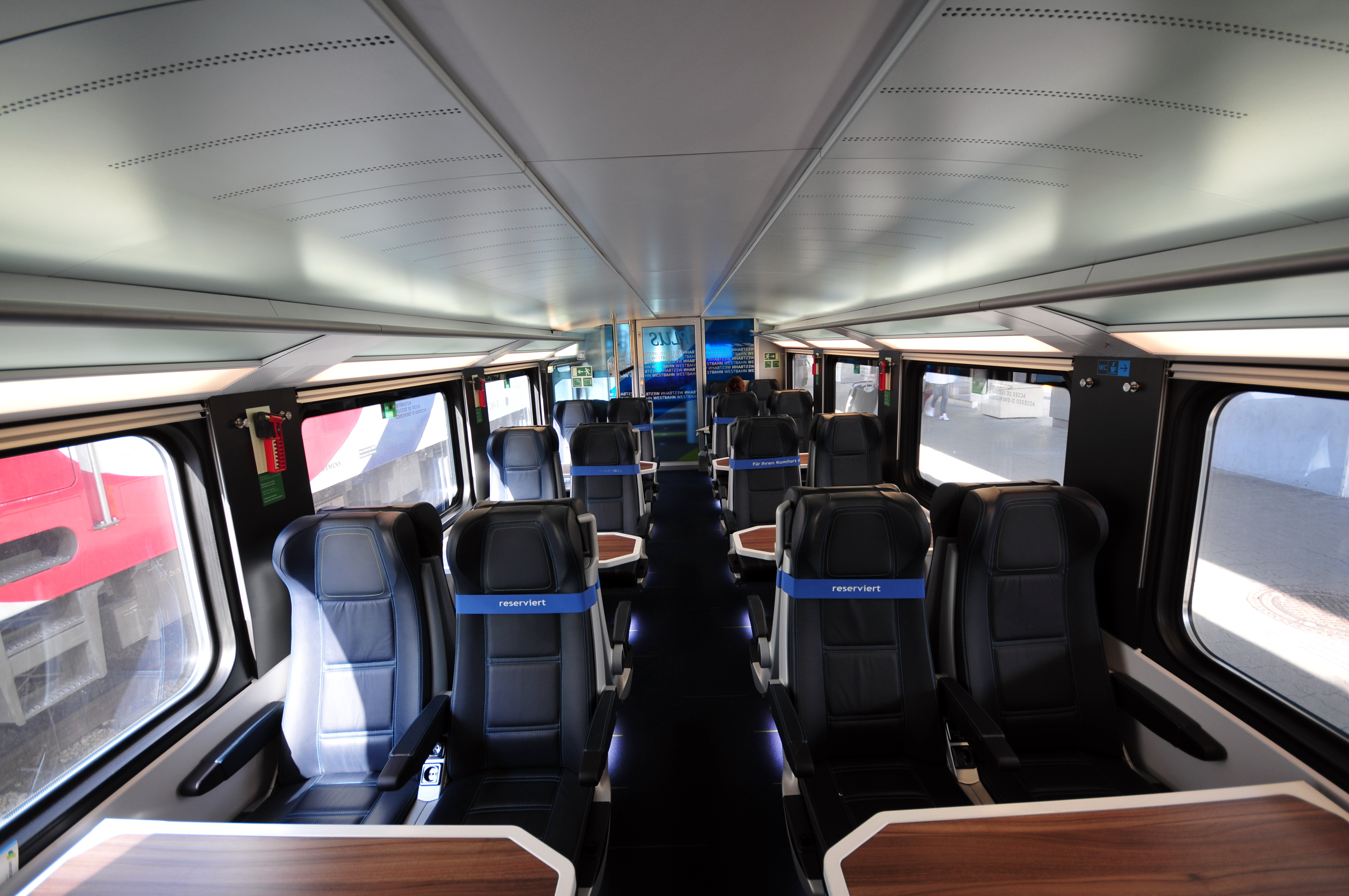
Wnętrze klasy WESTbahn PLUS